# Ludwig von Gredler
Ludwig Ritter von Gredler (Vienna, 25 agosto 1831 – Bregenz, 9 aprile 1868) è stato un militare austriaco.

## Biografia
Nato a Vienna il 25 agosto 1831 in una famiglia aristocratica, figlio di Hofund Gerichts e dell'avvocato Andreas von Gredler.
Arruolatosi nell'esercito imperiale austriaco, fu sottotenente nel 1849 presso 49º Reggimento fanteria e partecipò alla guerra del 1849 in Ungheria e alla seconda guerra di indipendenza combattendo in Italia contro i francesi e i piemontesi tra le file di un reggimento di Kaiserjäger.
Nel 1866 con lo scoppio della terza guerra di indipendenza,  comandò, con il grado di capitano comandante il 6º Battaglione del Reggimento "Cacciatori Imperiali", le forze austriache che contrastarono il Corpo Volontari Italiani di Giuseppe Garibaldi avanzante nella Valle del Chiese nel mese di luglio, ove rimediò una sconfitta nella battaglia di Monte Suello il 3 luglio. Tra il 7 e il 10 luglio nel corso della battaglia di Lodrone, al comando del colonnello Hermann Thour von Fernburg attaccò ripetutamente le posizioni tenute dai garibaldini sulle pendici del monte Suello ma ne fu sempre respinto. Conclusa la pace il generale Garibaldi invitò il capitano Gredler a Brescia per fare la sua conoscenza quale segno di stima.
Il 26 agosto fu decorato in Trento con la croce di cavaliere dell'ordine militare di Maria Teresa per il valore dimostrato nei combattimenti a cui prese parte.
Morì nella guarnigione di Bregenz  quando si trovava al comando di una compagnia dei Kaiserjäger.